# Glaphyra tantula
Glaphyra tantula är en skalbaggsart som beskrevs av Holzschuh 2008. Glaphyra tantula ingår i släktet Glaphyra och familjen långhorningar.
Artens utbredningsområde är Laos. Inga underarter finns listade i Catalogue of Life.